# Capri Anderson
Capri Anderson, pseudonimo di Christina Walsh (New York, 30 marzo 1988), è un'ex attrice pornografica statunitense.

## Biografia e carriera
A 18 anni, dopo aver risposto a un annuncio pubblicitario di ricerca di coppie su Craglist, è entrata nell'industria pornografica, con lo pseudonimo di Capri Anderson, che deriva dall'aggettivo Capricious (capriccioso).
Il 26 ottobre 2010, Anderson è stata coinvolta in uno scandalo non ben chiarito con Charlie Sheen al Plaza Hotel di New York, in quanto lei affermava di esser stata minacciata dall'attore.
Nel 2011 ha interpretato il ruolo di Mary Jane Watson nella parodia pornografica di Spiderman e l'anno successivo in Pee-Wee's XXX Adventure: A Porn Parody che le è valso il suo unico AVN Award.
Nel 2017 ha annunciato il ritiro dopo aver girato oltre 230 scene.

## Riconoscimenti
- AVN Awards
  - 2013 – Best Supporting Actress per Pee-Whee's XXX Adventure: A Porn Parody[8]